# Campeonato Mundial de Balonmano Masculino de 1961
El IV Campeonato Mundial de Balonmano Masculino se celebró en la RFA entre el 1 y el 12 de marzo de 1961 bajo la organización de la Federación Internacional de Balonmano (IHF) y la Federación Alemana de Balonmano.

## Primera fase

### Grupo A
| Equipo     | J | G | E | P | G+ | G- | DG | PTS |
| ---------- | - | - | - | - | -- | -- | -- | --- |
| Suecia     | 2 | 2 | 0 | 0 | 29 | 23 | +6 | 4   |
| Noruega    | 2 | 1 | 0 | 1 | 29 | 32 | -3 | 2   |
| Yugoslavia | 2 | 0 | 0 | 2 | 29 | 32 | -3 | 0   |

- Resultados

| Fecha | Partido | Partido | Partido    | Resultado |
| ----- | ------- | ------- | ---------- | --------- |
| 01.03 | Suecia  | -       | Noruega    | 15-11     |
| 02.03 | Noruega | -       | Yugoslavia | 18-17     |
| 03.03 | Suecia  | -       | Yugoslavia | 14-12     |

### Grupo B
| Equipo       | J | G | E | P | G+ | G- | DG  | PTS |
| ------------ | - | - | - | - | -- | -- | --- | --- |
| Alemania     | 2 | 2 | 0 | 0 | 54 | 14 | +40 | 4   |
| Francia      | 2 | 1 | 0 | 1 | 28 | 32 | -4  | 2   |
| Países Bajos | 2 | 0 | 0 | 2 | 18 | 54 | -36 | 0   |

- Resultados

| Fecha | Partido  | Partido | Partido      | Resultado |
| ----- | -------- | ------- | ------------ | --------- |
| 01.03 | Alemania | -       | Países Bajos | 33-7      |
| 02.03 | Francia  | -       | Países Bajos | 21-11     |
| 03.03 | Alemania | -       | Francia      | 21-7      |

### Grupo C
| Equipo         | J | G | E | P | G+ | G- | DG  | PTS |
| -------------- | - | - | - | - | -- | -- | --- | --- |
| Checoslovaquia | 2 | 2 | 0 | 0 | 50 | 18 | +32 | 4   |
| Rumania        | 2 | 1 | 0 | 1 | 37 | 23 | +14 | 2   |
| Japón          | 2 | 0 | 0 | 2 | 21 | 67 | -46 | 0   |

- Resultados

| Fecha | Partido        | Partido | Partido | Resultado |
| ----- | -------------- | ------- | ------- | --------- |
| 01.03 | Checoslovaquia | -       | Japón   | 38-10     |
| 02.03 | Rumania        | -       | Japón   | 29-11     |
| 03.03 | Checoslovaquia | -       | Rumania | 12-8      |

### Grupo D
| Equipo    | J | G | E | P | G+ | G- | DG  | PTS |
| --------- | - | - | - | - | -- | -- | --- | --- |
| Dinamarca | 2 | 2 | 0 | 0 | 42 | 26 | +16 | 4   |
| Islandia  | 2 | 1 | 1 | 0 | 27 | 36 | -9  | 2   |
| Suiza     | 2 | 0 | 0 | 2 | 25 | 32 | -7  | 0   |

- Resultados

| Fecha | Partido   | Partido | Partido  | Resultado |
| ----- | --------- | ------- | -------- | --------- |
| 01.03 | Dinamarca | -       | Islandia | 24-13     |
| 02.03 | Islandia  | -       | Suiza    | 14-12     |
| 03.03 | Dinamarca | -       | Suiza    | 18-13     |

## Segunda fase

### Grupo I
| Equipo         | J | G | E | P | G+ | G- | DG  | PTS |
| -------------- | - | - | - | - | -- | -- | --- | --- |
| Checoslovaquia | 3 | 2 | 1 | 0 | 55 | 31 | +24 | 5   |
| Suecia         | 3 | 2 | 0 | 1 | 43 | 36 | +7  | 4   |
| Islandia       | 3 | 1 | 1 | 1 | 45 | 46 | -1  | 3   |
| Francia        | 3 | 0 | 0 | 3 | 30 | 60 | -30 | 0   |

- Resultados

| Fecha | Partido        | Partido | Partido  | Resultado |
| ----- | -------------- | ------- | -------- | --------- |
| 05.03 | Suecia         | -       | Francia  | 15-11     |
| 05.03 | Checoslovaquia | -       | Islandia | 15-15     |
| 07.03 | Suecia         | -       | Islandia | 18-10     |
| 07.03 | Checoslovaquia | -       | Francia  | 25-6      |
| 09.03 | Islandia       | -       | Francia  | 20-13     |
| 09.03 | Checoslovaquia | -       | Suecia   | 15-10     |

### Grupo II
| Equipo    | J | G | E | P | G+ | G- | DG  | PTS |
| --------- | - | - | - | - | -- | -- | --- | --- |
| Rumania   | 3 | 3 | 0 | 0 | 43 | 36 | +7  | 6   |
| Alemania  | 3 | 2 | 0 | 1 | 39 | 33 | +6  | 4   |
| Dinamarca | 3 | 1 | 0 | 2 | 36 | 39 | -3  | 2   |
| Noruega   | 3 | 0 | 0 | 3 | 31 | 41 | -10 | 0   |

- Resultados

| Fecha | Partido   | Partido | Partido   | Resultado |
| ----- | --------- | ------- | --------- | --------- |
| 05.03 | Alemania  | -       | Noruega   | 15-8      |
| 05.03 | Rumania   | -       | Dinamarca | 15-13     |
| 07.03 | Rumania   | -       | Alemania  | 12-9      |
| 07.03 | Dinamarca | -       | Noruega   | 10-9      |
| 09.03 | Rumania   | -       | Noruega   | 16-14     |
| 09.03 | Alemania  | -       | Dinamarca | 15-13     |

## Fase final

### Partidos de clasificación
Séptimo lugar
| Fecha | Partido¹ | Partido¹ | Partido¹ | Resultado |
| ----- | -------- | -------- | -------- | --------- |
| 12.03 | Noruega  | -        | Francia  | 13-12     |

- (¹) – En Dortmund.

Quinto lugar
| Fecha | Partido¹  | Partido¹ | Partido¹ | Resultado |
| ----- | --------- | -------- | -------- | --------- |
| 11.03 | Dinamarca | -        | Islandia | 14-13     |

- (¹) – En Essen.

### Tercer lugar
| Fecha | Partido¹ | Partido¹ | Partido¹ | Resultado |
| ----- | -------- | -------- | -------- | --------- |
| 11.03 | Suecia   | -        | Alemania | 17-14     |

- (¹) – En Essen.

### Final
| Fecha | Partido¹ | Partido¹ | Partido¹       | Resultado |
| ----- | -------- | -------- | -------------- | --------- |
| 12.03 | Rumania  | -        | Checoslovaquia | 9-8       |

- (¹) – En Dortmund.

## Medallero
|         |                |        |
| Rumanía | Checoslovaquia | Suecia |

## Estadísticas

### Clasificación general
| 1. Rumania        |
| 2. Checoslovaquia |
| 3. Suecia         |
| 4. Alemania       |
| 5. Dinamarca      |
| 6. Islandia       |
| 7. Noruega        |
| 8. Francia        |
| 9. Yugoslavia     |
| 10. Suiza         |
| 11. Países Bajos  |
| 12. Japón         |

### Máximos goleadores
| N.º | Nombre         | País           | Goles |
| --- | -------------- | -------------- | ----- |
| 1   | Petre Ivănescu | Rumania        | 24    |
| 1   | Zdeněk Rada    | Checoslovaquia | 24    |

## Medallistas
| Oro | Plata | Bronce |
| --- | --- | --- |
| Rumania | Checoslovaquia | Suecia |
| Ioan Bogolea Michael Redl George Bădulescu Aurel Bulgaru Gheorghe Coman Mircea Costache I Mircea Costache II George Covaciu Virgil Hnat Petre Ivănescu Hans Moser Olimpiu Nodea Cornel Oţelea Otto Tellman | František Arnošt Karel Čermák Václav Duda Antonín Frolo Rudolf Havlík František Herman Karol Lukošík Vojtěch Mareš Oskar Poliak Jaroslav Provazník Zdeněk Rada Dušan Ruža Jaroslav Skála František Šobora Josef Trojan Jiří Vícha | Rolf Almqvist Gunnar Brusberg Hans Collin Uno Danielsson Bengt Johansson Kjell Jönsson Hans Karlsson Gunnar Kämpendahl Lennart Kärrström Donald Lindblom Hans Olsson Karl-Oskar Olsson Stig-Lennart Olsson Åke Reimer Lennart Ring Rune Åhrling |